# Зимске параолимпијске игре 2022.
Зимске параолимпијске игре 2022. познатије као Пекинг 2022 , биле су међународни зимски вишеспортски параспортски догађај одржан у Пекингу, Кина од 4. до 13. марта 2022.  Ово су биле 13. Зимске параолимпијске игре, којима је администрирао Међународни параолимпијски комитет (МПК).
Пекинг је изабран за град домаћина Зимских олимпијских и параолимпијских игара 2022. године 2015. године на 128. заседању МОК-а у Куала Лумпуру, Малезија, узимајући у обзир његово домаћинство Летњих параолимпијских игара 2008. године, Пекинг је први град који је био домаћин и Летњих и Зимских олимпијских игара, као и Летњих и Зимских параолимпијских игара. Ово су укупно биле друге Параолимпијске игре у Кини. Била је то последња од три узастопне Параолимпијске игре одржане у источној Азији .
На учешће на Играма утицала је текућа руска инвазија на Украјину, Међународни олимпијски комитет (МОК) осудио је Русију због кршења олимпијског примирја, а МПК је на крају забранио руским и белоруским спортистима да се такмиче.
Иако је МПК првобитно најавио да ће спортистима ових земаља бити дозвољено да се самостално такмиче под параолимпијском заставом, одустао је 3. марта 2022. – уочи церемоније отварања – након претњи бојкотом од стране више МПК, и најавио да ће белоруски и руски спортистима би било забрањено да се такмиче. Белоруске и руске делегације такмичиле су се на догађају замене од 17. до 21. марта у Ханти-Мансијску у Русији.   Јерменија, Казахстан и Таџикистан такође су се такмичили на такмичењу за замену.  

## Избор домаћина
Као део формалног споразума између Међународног параолимпијског комитета и Међународног олимпијског комитета који је први пут успостављен 2001. , победник понуде за Зимске олимпијске игре 2022. такође је требало да буде домаћин Зимских параолимпијских игара 2022. године. 
Пекинг је изабран за град домаћина Зимских олимпијских игара 2022. пошто је победио Алмати са четири гласа 31. јула 2015. на 128. заседању МОК- а у Куала Лумпуру у Малезији. 
| Град   | Држава    | Гласови |
| ------ | --------- | ------- |
| Пекинг | НР Кина   | 44      |
| Алмати | Казахстан | 40      |

## Русија и Белорусија на играма
Дана 24. фебруара 2022, првог дана руске инвазије на Украјину, Међународни олимпијски комитет осудио је кршење олимпијског примирја (које траје од почетка Олимпијаде до краја Параолимпијских игара) од стране Русије.  Председник МПЦ Ендру Парсонс изјавио је да би долазак украјинског тима у Пекинг био „мамутски изазов“.   МОК је позвао да се заставе и Русије и Белорусије не истичу ни на једном међународном спортском догађају, због тога што земља подржава агресију Русије, а званичници белоруског олимпијског комитета оптужени су за политичку дискриминацију белоруских спортиста. Руска застава је већ била забрањена на међународним спортским догађајима до децембра 2021. због санкција Светске антидопинг агенције (ВАДА), а њени спортисти би првобитно учествовали под именом „РПЦ“ ( Руски параолимпијски комитет ).  